# Eleanor Rosch
Eleanor Rosch (ou : Eleanor Rosch Heider), née le 9 juillet 1938 à New York, est une psychologue américaine, professeure honoraire de psychologie à l'université de Californie à Berkeley.

## Biographie
Née en 1938 à New York, elle est la fille d'une enseignante russe et d'un enseignant anglais. Elle mène des études en philosophie à Reed College, puis des études en psychologie à l'université Harvard. Elle  obtient un doctorat à l'université Harvard en 1969. Puis elle se spécialise dans la psychologie cognitive comme chercheuse et enseignante. Elle est surtout connue pour son travail sur la catégorisation et sa théorie du prototype.

## Centres d'intérêt et apports
Eleanor Rosch est surtout connue pour son travail sur la catégorisation et sa théorie du prototype. Elle est également à l'origine de la théorie du prototype en linguistique. Ses travaux ont influencé son collègue à Berkeley, George Lakoff, et son coauteur le biologiste et philosophe Francisco Varela. Dans ses recherches récentes sur la psychologie dans la religion, elle cherche à mettre en évidence les implications du bouddhisme et des aspects contemplatifs des religions occidentales pour la psychologie moderne..
À partir d'expériences de terrain qu'elle mène dans les années 1970 auprès du peuple Dani de Papouasie-Nouvelle-Guinée, Rosch conclut que lorsqu'il catégorise un objet ou une expérience du quotidien, l'être humain s'appuie moins sur des définitions abstraites des catégories que sur une comparaison entre l'objet en question et ce qu'il juge être le meilleur représentant d'une catégorie. Elle montre que, bien que les Dani ne possèdent pas de mots pour les couleurs à l'exception du sombre et du clair, ils peuvent toutefois catégoriser des objets en fonction de couleurs qu'ils sont incapables de nommer. Rosch défend l'opinion que les objets fondamentaux possèdent une valeur psychologique qui transcende les différences culturelles et façonne la représentation mentale de tels objets. Rosch conclut que les personnes relevant de cultures différentes ont tendance à catégoriser les objets en fonction de prototypes, même si les prototypes de telle ou telle catégorie peuvent varier,.

## Publications

### Livres et chapitres de livres
- 1974 : Linguistic relativity, dans:  E. Silverstein (ed.) Human Communication: Theoretical Perspectives, Hillsdale, NJ: Lawrence Erlbaum.
- 1977 : Human Categorization dans : Warren, Neil, ed., Advances in Cross-Cultural Psychology 1: 1-72. Academic Press.
- 1978 (avec Lloyd, B., eds) : Cognition and Categorization, Hillsdale NJ, Lawrence Erlbaum Associates.
- 1983 : Prototype classification and logical classification: The two systems in Scholnick, E., New Trends in Cognitive Representation : Challenges to Piaget's Theory, Hillsdale, NJ, Lawrence Erlbaum Associates: 73-86
- 1991 (avec  Francisco Varela et Evan F. Thompson) : The Embodied Mind, MIT Press.

### Articles
- (en) E. H. Rosch, « Natural categories », Cognitive Psychology (en), vol. 4, no 3,‎ 1973, p. 328–350 (DOI 10.1016/0010-0285(73)90017-0)
- (en) E. Rosch, « Cognitive reference points », Cognitive Psychology (en), vol. 7, no 4,‎ 1975, p. 532–547 (DOI 10.1016/0010-0285(75)90021-3)
- (en) E. H. Rosch, « Cognitive representation of semantic categories », Journal of Experimental Psychology, vol. 104, no 3,‎ 1975, p. 192-233 (DOI 10.1037/0096-3445.104.3.192)
- E. Rosch (trad. Marcel Turbiaux), « Classification d'objets du monde réel : origine et représentations dans la cognition », Bulletin de Psychologie, t. 29 « La mémoire sémantique »,‎ 1976, p. 242 – 250 (lire en ligne)
- (en) E. H. Rosch, C.B. Mervis, W.D. Gray, D.M. Johnson et P. Boyes-Braem, « Basic objects in natural categories », Cognitive Psychology (en), vol. 8, no 3,‎ 1976, p. 382–439 (DOI 10.1016/0010-0285(76)90013-X)
- (en) C.B. Mervis et E. Rosch, « Categorization of Natural Objects », Annual Review of Psychology (en), vol. 32,‎ 1981, p. 89–113 (DOI 10.1146/annurev.ps.32.020181.000513)